# Franz Schob
Franz Schob (ur. 15 stycznia 1877 w Meerane, zm. 20 sierpnia 1942 w Dreźnie) – niemiecki lekarz psychiatra i neuropatolog, profesor Uniwersytetu Technicznego w Dreźnie. 
Studiował medycynę w na Uniwersytecie w Tybindze i Uniwersytecie w Lipsku, tytuł doktora medycyny otrzymał w 1907 roku. Odbył szkolenie dla lekarzy wojskowych i trafił do kliniki neurologicznej Edingera w Lipsku, potem przez 2 lata w szpitalu psychiatrycznym Pirna-Sonnenstein, potem w szpitalu psychiatrycznym w Dreźnie. Od 1926 roku specjalizował się u Spielmeyera w Monachium, w 1930 roku został profesorem.

## Wybrane prace
- Über Wurzelfibromatose bei multipler Sklerose[1]. 1923
- Beitrag zur Kenntnis der Netzhauttumoren bei tuberöser Sklerose. Zeitschrift für die gesamte Neurologie und Psychiatrie 95, 1, 1925
- Zur pathologischen Anatomie der juvenilen Form der amaurotischen Idiotie. 1912
- Über Multiple Sklerose bei Geschwistern. Zeitschrift für die gesamte Neurologie und Psychiatrie 80, 1, 1923